# Karl Marguerre
Karl Marguerre (Baden, Suíça, 28 de maio de 1906 — Darmstadt, 16 de novembro de 1979) foi um engenheiro alemão.

## Vida
Karl Marguerre estudou entre 1924 e 1929 inicialmente química e depois matemática em Karlsruhe e Göttingen. Durante uma permanência no exterior em Bruxelas obteve um doutorado em 1932 com a tese "Spannungsverteilung und Wellenausbreitung in der kontinuierlich gestützten Platte", orientado pelos matemáticos Horst von Sanden e Theodor Pöschl.

## Obras
- Technische Mechanik. 3 Volumes. Springer, Berlim 1967 ff.
- com Hans-Theo Woernle: Elastische Platten. Bibliographisches Institut, Mannheim 1975, ISBN 3-411-01454-7.
- Konzerte des Darmstädter Hochschulorchesters 1948-1979. Darmstadt, 1984.
- Spannungsverteilung und Wellenausbreitung in der kontinuierlich gestützten Platte. J. Springer 1993 (22 páginas).
- Mozarts Kammermusik und Klavier. Wilhelmshaven, 1999.